# Гульжіхан Галієва
Гульжіхан Калікизи Галієва (каз. Гүлжиһан Қалиқызы Ғалиева; 11 листопада 1917, Ілійський район, Алматинська область, КазРСР, СРСР — 4 серпня 1982, Алмати, КазРСР, СРСР) — казахська театральна акторка, народна артистка Казахської РСР (1968).

## Біографія
Закінчила казахську студію при Російському інституті театрального мистецтва (Москва, 1938 рік). У 1938—1941 роках грала в трупі Казахського музично-драматичного театру, в 1941—1946 роках працювала у Центральній Об'єднаній кіностудії художніх фільмів. У 1946-1965 роках працювала в Казахській державній філармонії. У 1965—1982 роках — художня керівниця та директорка Республіканської студії естрадно-циркового мистецтва міста Алмати. Є однією із організаторів «Казахського державного цирку» та ансамблю «Гульдєр».

## Нагороди
- Орден Трудового Червоного Прапора
- Орден «Знак Пошани» (1959)
- Народна артистка Казахської РСР (1968)

## Пам'ять
- На будинку, де жила акторка останні роки (Алмати, пр. Достик, 44), встановлено меморіальну дошку
- На її честь названо вулицю в Алмати у мікрорайоні Ожєт, Алатауського району